# Roman Kuptschynskyj

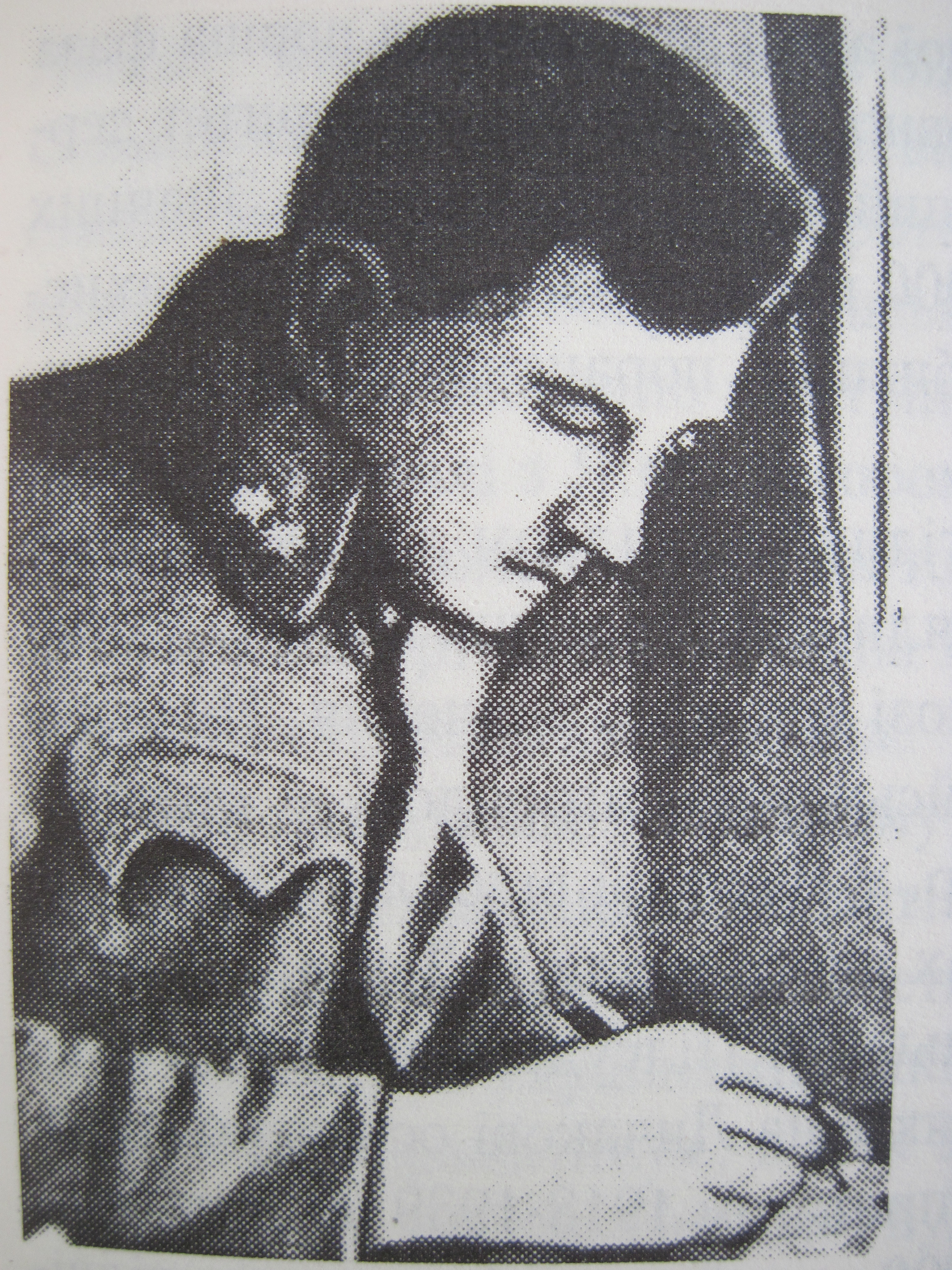
Roman Kuptschynskyj

Roman Hryhorowytsch Kuptschynskyj (ukrainisch Роман Григорович Купчинський; * 24. September 1894 in Roshadiw, Königreich Galizien und Lodomerien, Österreich-Ungarn; † 10. Juni 1976 in Ossining, Westchester County, New York, Vereinigte Staaten) war ein ukrainischer Dichter, Prosaschriftsteller, Journalist, Komponist und Kritiker.

## Leben
Roman Kuptschynskyj kam im Dorf Roshadiw, im Westen des heutigen Rajon Sboriw der ukrainischen Oblast Ternopil, als Sohn einer Priesterfamilie zur Welt. Seine Familie zog mit ihm 1896 ins Dorf Kadlubyske (Кадлубиське) im Bezirk Brody. Von 1911 an besuchte er das Gymnasium und machte 1913 im Bezirk Przemyśl das Abitur.
Anschließend studierte er bis 1914 am griechisch-katholischen Theologischen Seminar in Lemberg.
Dort war er auch sportlich aktiv und wurde unter anderem Leichtathletik-Meister von Galizien. Gemeinsam mit vielen seiner Mitschüler meldete er sich zu Beginn des Ersten Weltkrieges freiwillig zur Ukrainischen Legion. Dort war er an der Organisation von Kultur und Bildung sowie der Publikation von Flugblättern und Zeitschriften beteiligte. Von 1915 an war er, unter anderem mit Lewko Lepkyj (Левко Сильвестрович Лепкий; 1888–1971), Antin Lotozkyj (Антін Львович Лотоцький; 1881–1949) und Stepan Tscharnezkyj (Степан Миколайович Чарнецький; 1881–1944) Redakteur der Presseabteilung der Ukrainischen Legion. Sein erstes Gedicht wurde 1915 in der Wiener  Zeitschrift Der Herold der Union für die Befreiung der Ukraine veröffentlicht. Bis 1918 stieg er beim Militär zum Regimentsadjutanten im Rang eines Porutschik auf und komponierte und textete zahlreiche Lieder. 1919 wurde er Soldat der Ukrainischen galizischen Armee der Westukrainischen Volksrepublik und als solcher im Juli 1920 als Kriegsgefangener der Truppen der Zweiten Polnischen Republik in Tuchola interniert.
Nach seiner Freilassung aus der polnischen Gefangenschaft im Februar 1921 studierte er von 1921 bis 1922 Philosophie an der Universität Wien und von 1922 bis 1924 an der Geheimen ukrainischen Universität (Таємний український університет) in Lwiw. Dort gründete er, gemeinsam mit ehemaligen Kameraden und Künstlern, darunter Pawlo Kowschun (Павло Максимович Ковжун; 1896–1939) die Künstlergruppe von Nicht-Symbolisten Mytussa (Митуса), und war Redaktionsmitglied der gleichnamigen Zeitung. Zudem war er Mitgründer und von 1921 bis 1939 Herausgeber der Lwiwer Verlagsgenossenschaft Червона калина Tscherwona kalyna. Von 1924 bis 1939 war er Redaktionsmitarbeiter der Zeitung Діло Dilo und von 1933 bis 1939 hatte er den Vorsitz der Gesellschaft der Schriftsteller und Journalisten I. Franko in Lwiw inne.
Während des Zweiten Weltkriegs lebte er in Krakau und arbeitete in einem ukrainischen Verlag. Am Kriegsende emigrierte er zunächst nach München (Westdeutschland) und von dort aus 1949 in die Vereinigten Staaten. In New York leitete er die Kolumne „Responses of the Day“ der Zeitung Svoboda und 1952 war er Mitorganisator und von 1958 bis 1960 Vorsitzender der Union ukrainischer Journalisten Amerikas.
Er starb 81-jährig nach langer Krankheit in Ossining bei New York und wurde auf dem St.-Andrew-Friedhof in South Bound Brook, New Jersey bestattet.

## Werk (Auswahl)
- Боже Великий, Творче всесвіту… Bosche Welykyj, Twortsche wseswitu…
- Гей, мандрують пластуни… Hej, mandrujut plastuny…
- Зажурились галичанки через тую зміну… Saschurylys halytschanky tscheres tuju sminu…
- Заквітчали дівчатоньки… Sakwittschaly diwtschatonky…
- Зашуміли верби при потоці… Saschumily werby pry potozi…
- Ми йдемо в бій, ми йдемо в бій… My jdemo w bij, my jdemo w bij…
- Накрила нічка, та й тихесенька… Nakryla nitschka, ta j tychessenka…
- Не сміє бути в нас страху… Ne smije buty w nas strachu…
- Ой зацвіла черемха, зацвіла… Oj sazwila tscheremcha, sazwila…
- Чи знаєш ти найкращу в світі пісню… Tschy snajesch ty najkraschtschu w switi pisnju…[4]